# 華約入侵捷克斯洛伐克
蘇聯及華沙條約成員國入侵捷克斯洛伐克發生於1968年8月20日—21日，蘇聯及華沙條約組織盟國保加利亞人民共和國、匈牙利人民共和國和波蘭人民共和國，武装入侵捷克斯洛伐克社會主義共和國，以制止捷克斯洛伐克共產黨第一書記亞歷山大·杜布切克發起的布拉格之春政治改革。后续的部分骚乱一直持续到9月11日。
這次行動代號為「多瑙河」（俄语：Операция «Дунай»），大約50萬華約軍隊攻打捷克斯洛伐克，約500捷克斯洛伐克人受傷，108人喪生 。在苏联軍机降落在布拉格机场后不久，华约部队占领了捷克斯洛伐克绝大部分城市。广播和电视信号被切断（后来恢复）。捷共中央主席团通过了谴责入侵的决议。不過，该决议明确禁止捷克斯洛伐克武装部队（捷克斯洛伐克人民军、边防卫队、公安和人民民兵) 直接抵抗入侵的华约部队，但在占领的第一周，捷克斯洛伐克民众声援改革派领导人并对华约军队进行了大规模的抵抗行动，阻止了革命劳农政府的建立。1969年又爆发了反占领示威，仍遭到镇压。
這次作戰成功阻止捷克斯洛伐克共产黨自由化改革，捷克斯洛伐克的「正常體制」确立。蘇聯在這一時期的外交政策被稱為勃列日涅夫主義。

## 背景

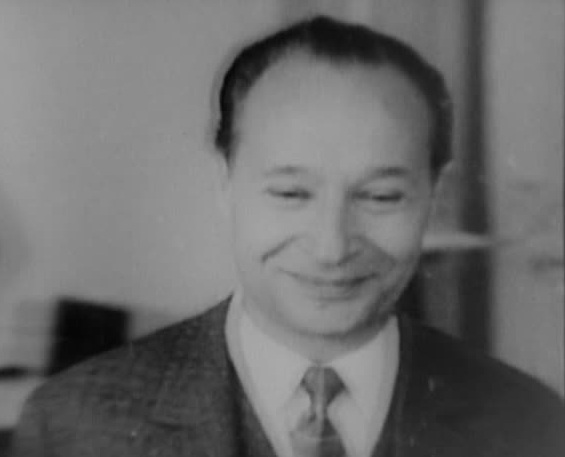
1968年的亚历山大·杜布切克

在“劳动人民胜利”二十周年之际，时任捷共第一书记的亚历山大·杜布切克宣布胜利后的社会主义需要变革，即建设“带有人性面孔的社会主义”。由此开始了一段促进经济自由化、言论自由、出版自由的时期，即布拉格之春。尽管这些举措广受人民支持，但当时的捷共领导层意见并未统一。如捷克斯洛伐克总理欧德里希·切尔尼克，捷克斯洛伐克社会主义共和国国民议会主席约瑟夫·斯姆尔科夫斯基，捷克斯洛伐克国民阵线主席弗兰季舍克·克里格尔支持改革，而捷共中央主席团委员瓦西尔·比拉克，交通部部长阿洛伊斯·英德拉，《红色权利报》主编奥德里希·斯维斯特克，国民议会议员德拉戈米尔·科尔德尔则反对改革。
1968年7月23日，一封署名为“99名布拉格市民”（由克莱门特·哥特瓦尔德汽车厂的工人签署）的联名信传入苏联大使馆，信中回应了苏联对捷克斯洛伐克改革的担忧，随后该联名信在苏联《真理报》头版刊登。在捷克斯洛伐克，签署者被认为是叛徒，而苏联官员认为这封信是工人阶级的代表声音——支持苏联对捷克斯洛伐克进行干预。7月29日至8月1日，在蒂萨河畔切尔纳会议上，捷克共产党中央委员会委员安托宁·卡佩克与瓦西尔·比拉克，阿洛伊斯·英德拉，德拉戈米尔·科尔德尔，奥德里希·斯维斯特克起草了一份“邀请函”交给了苏联领导人勃列日涅夫。

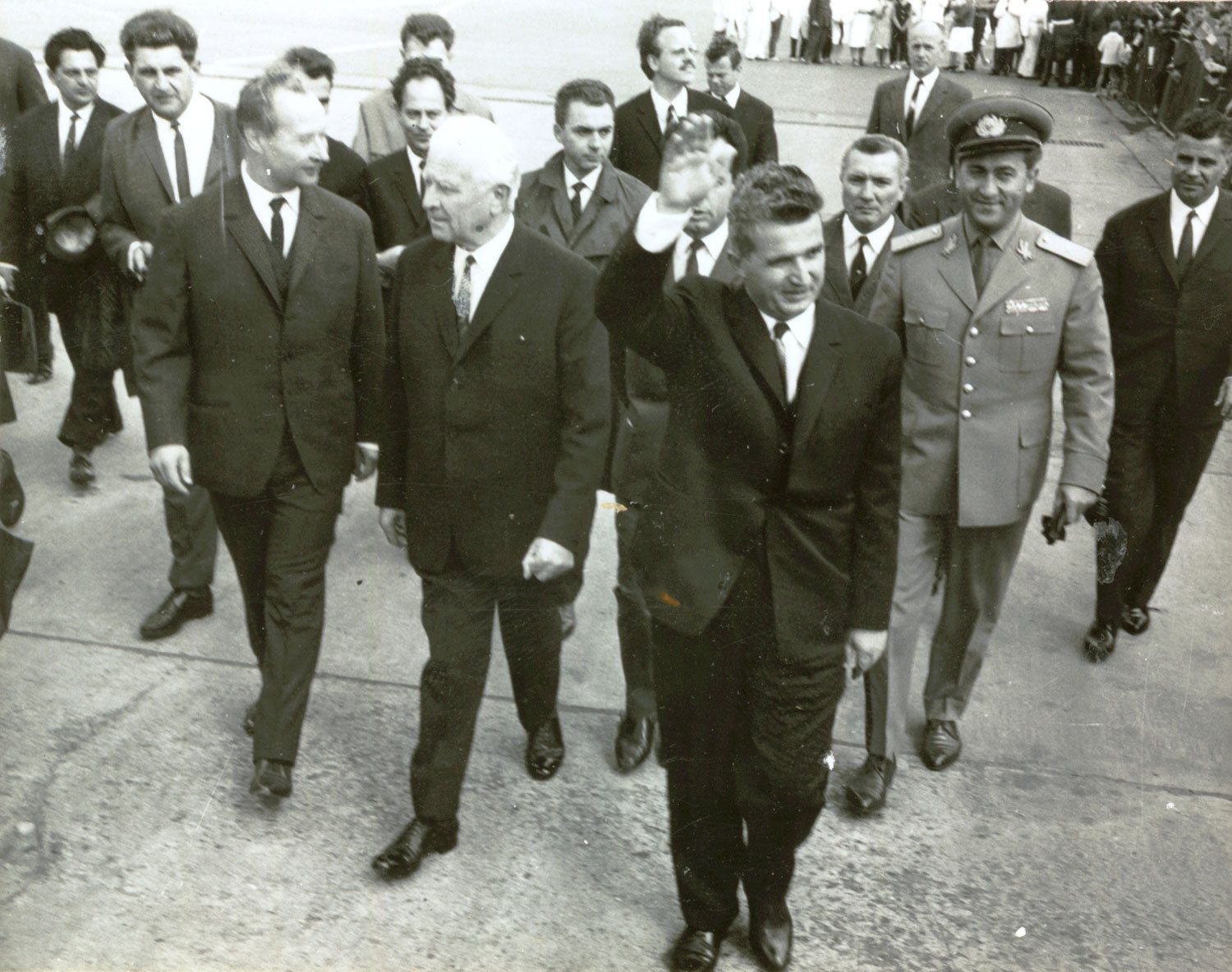
亚历山大·杜布切克，卢德维克·斯沃博达和尼古拉·齐奥塞斯库

“邀请函”的內容中称“敌对分子点燃了民族主义和沙文主义的浪潮，并引发了反共和反苏的精神病。”等等理由。

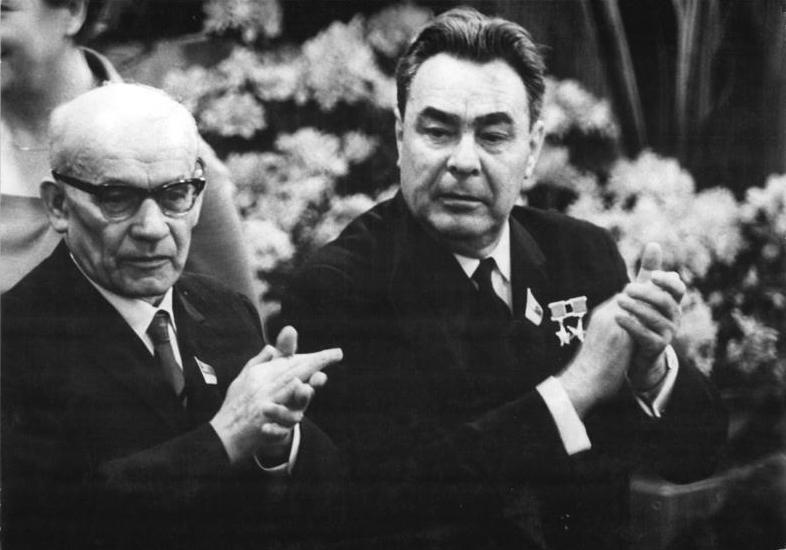
列昂尼德·勃列日涅夫和瓦迪斯瓦夫·哥穆尔卡

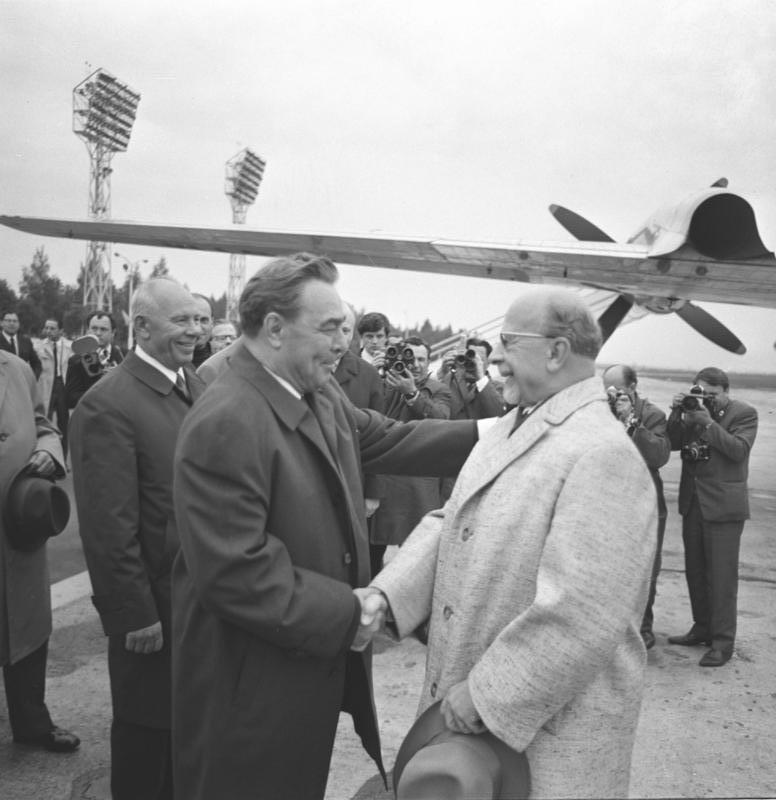
列昂尼德·勃列日涅夫，尼古拉·波德戈尔内和瓦尔特·乌布利希

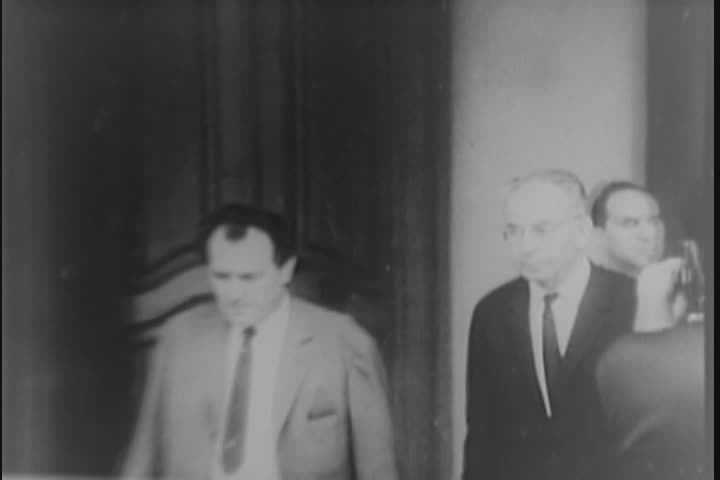
1968年的瓦西尔·比拉克和古斯塔夫·胡萨克

1968年8月3日，捷克斯洛伐克、苏联、东德、波兰人民共和国、匈牙利人民共和国和保加利亚人民共和国的代表在布拉迪斯拉发会面，签署了《布拉迪斯拉发宣言》，确认了对马克思列宁主义和无产阶级国际主义的忠诚，并宣布对所有“反社会主义”势力进行斗争。苏联还表示，如果存在引入多党制的威胁，它将会进行干预。会议上，瓦西尔·比拉克还向烏克蘭共產黨第一书记彼得·谢列斯特递交了第二封邀请函，请求“兄弟般的帮助”（与上一封信内容相似，由同一批共产党员签名）。

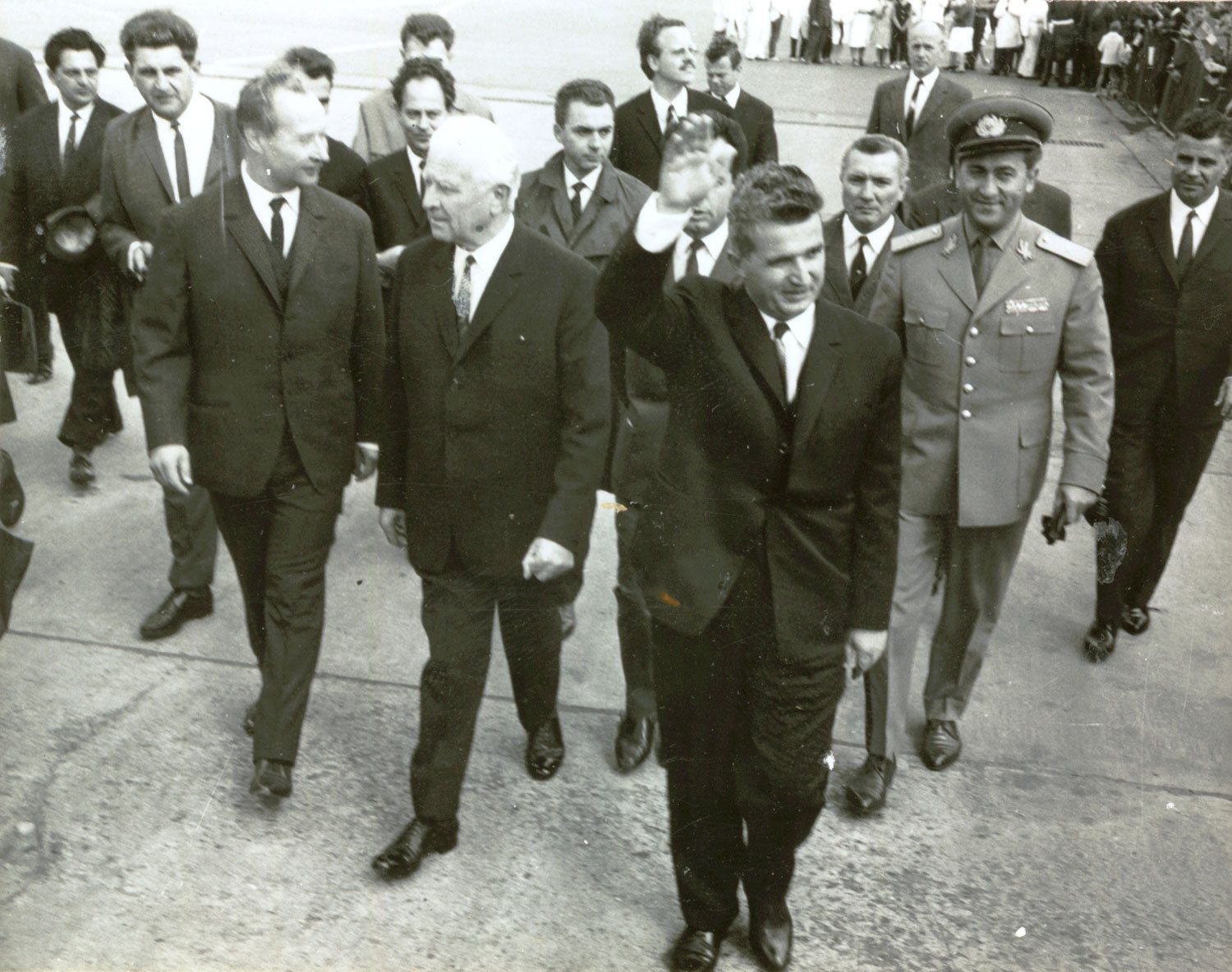
亚历山大·杜布切克，卢德维克·斯沃博达和尼古拉·齐奥塞斯库

在1968年8月13日的一次电话中勃列日涅夫向杜布切克称其对捷共对《布拉迪斯拉发宣言》执行不力。杜布切克则回应其将严格按照宣言执行，同时筹备9月开幕的党代会。
1968年8月15日至17日，苏联领导层讨论了对捷克斯洛伐克进行军事干预的可能性。中央政治局的决策受到克格勃信息的影响，捷克斯洛伐克的局势被刻意描绘得比实际情况更加激烈。最后，人们普遍认为，失去对的中欧捷克斯洛伐克的影响力将对苏联的安全构成直接威胁。保加利亚领导人托多尔·日夫科夫是第一个建议使用武力干预的人。时任苏联国防部长安德烈·格列奇科，苏联国家安全委员会主席尤里·安德罗波夫，苏联最高苏维埃主席团主席尼古拉·波德戈尔内，外交部长安德烈·葛罗米柯，乌克兰共产党中央委员会第一书记彼得·谢列斯特，华沙公约组织的最高司令伊萬·雅庫鮑夫斯基同意对捷克斯洛伐克进行武力干涉。在1968年8月，他们试图说服态度摇摆的其他领导人，尤其是勃列日涅夫总书记、柯西金总理、思想家苏斯洛夫。
当时的匈牙利社会主义工人党总书记卡达尔·亚诺什，波兰统一工人党第一书记瓦迪斯瓦夫·哥穆尔卡和德国统一社会党总书记瓦爾特·烏布利希表达了他们对计划入侵的认可。勃列日涅夫在科尔德尔和别亚克的要求下，决定不让德军参与入侵捷克斯洛伐克，以防止引起捷克斯洛伐克人对二战时期德国占领捷克斯洛伐克的联想。捷克斯洛伐克领导人则认为苏联及其盟国不会入侵，因为他们相信蒂萨河畔切尔纳首脑会议已经平息了局势。他们还认为，任何入侵都将代价高昂，国际政治影响将非常巨大，尤其是因为当年11月将召开世界共产主义大会。

## 過程

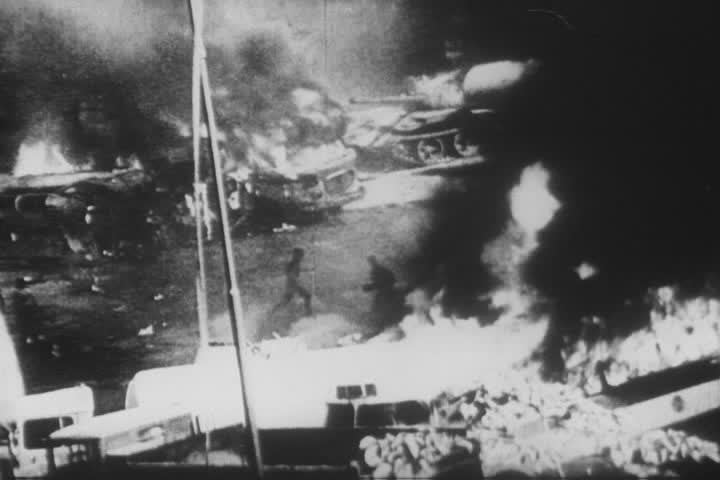
捷克斯洛伐克人构建的街垒以及在街垒旁一辆燃烧中的苏军坦克

事件始於1968年8月20日，從莫斯科起飛的航班，該航班載有100多名便衣特工，並以“發動機故障”為由要求在布拉格機場緊急降落，結果他們迅速控制了機場，随后蘇聯第24航空集团军的运输机开始降落。
蘇聯陸軍總司令巴甫洛夫斯基指揮4個蘇聯坦克師、1個空降師、1個東德師從波蘭入侵布拉格。东德的4個蘇聯師，1個東德師切斷捷克斯洛伐克西部邊界。蘇聯8個師，匈牙利2個師，保加利亞軍隊從南部進攻。蘇聯與波蘭4個師進攻北部。
- 1968年8月20日晚上9点40分，东德陆军第7摩托化步兵团在韦杰普蒂越过边界屏障，成为入侵捷克斯洛伐克领土的第一批成员，尽管苏方曾禁止东德介入。
- 1968年8月20日晚上11点：匈牙利军队入侵斯洛伐克南部，苏军越过斯洛伐克东部边境，波兰军队控制了斯洛伐克北部的国界，占领了捷克西里西亚。
- 1968年8月21日午夜：华约军队占领整个东斯洛伐克地区和布拉迪斯拉发全境，向斯洛伐克中部地区挺进，占领北摩拉维亚地区和北波希米亚地区，并深入东波希米亚地区。
- 1968年8月21日凌晨1点：军队几乎占领了斯洛伐克全境，地面部队正从波兰经波希米亚东部和东德经波希米亚北部前往布拉格。
- 1968年8月21日凌晨2点：部队继续向摩拉维亚和波希米亚北部推进，至此未遇到任何抵抗。
- 1968年8月21日凌晨3:00：部队几乎占领了摩拉维亚全境、波希米亚东部和北部，向波希米亚中部进发。
- 1968年8月21日凌晨4点：卡罗维发利附近的部队占领西波希米亚大区北部，占领中波希米亚大区，准备包围布拉格。
- 1968年8月21日凌晨5点：部队穿过波希米亚西部，完全包围了布拉格。
- 1968年8月21日早上6点：部队正向波希米亚西部和南部的其余地区进发，并向布拉格缓慢推进。
- 1968年8月21日早上7点：军队几乎占领了捷克斯洛伐克全境，但仍未占领布拉格。
- 1968年8月21日上午8点：军队控制了布拉格的所有街道。
- 1968年8月21日上午9点：军队占领并部分拆除捷克斯洛伐克广播电台的总部。

捷克斯洛伐克国防部部长马丁·祖尔是第一个向苏联询问入侵的政府人员，苏联向他声称入侵是在捷共领导层的同意下进行的，并警告他不要让捷克斯洛伐克军队进行抵抗，祖尔答应了。几个小时后，他被苏联军队逮捕。8月21日深夜，捷克中央主席团以7:4的比例通过谴责占领行动的决议。扬·皮列尔和弗兰季舍克·巴尔比雷克在最后一刻选择支持亚历山大·杜布切克。第一书记亚历山大·杜布切克，总理欧德里希·切尔尼克，约瑟夫·什帕切克和弗兰季舍克·巴尔比雷克被苏军逮捕。夜间，私人无线电台已经在开始传播华约军队发动突袭的消息。早上，捷克斯洛伐克广播电台播放了对捷克斯洛伐克全体人民的紧急呼吁以及入侵部队在布拉格维诺赫拉德斯卡街杀害平民的过程。捷克斯洛伐克文化和新闻部长卡雷尔·霍夫曼和其他通信部门的代表与苏联特工合作，使电视信号和广播保持静默。早上九点左右，苏联步兵在城区内开火，广播站处于静默状态。一些广播工作人员进入地下，从11点开始继续转播，全国各地的秘密演播室交替报道。例如捷克斯洛伐克电视台的工作人员被占领者赶出了的电视演播室后，他们在布拉格捷克摩拉维亚·科尔本-丹历公司的厂房内找到了避难所和特斯拉公司生产的信号发射器，以“捷克斯洛伐克共和国中央委员会的自由广播员”的身份发送广播。

## 各方态度
| 态度                                                           | 国家                                                                                               |
| -------------------------------------------------------------- | -------------------------------------------------------------------------------------------------- |
| 谴责苏联和华约四国，要求其撤军                                 | 南斯拉夫、 罗马尼亚                                                                                |
| 支持苏联和华约四国                                             | 、 蒙古、 古巴、法国共产党、意大利共产党、西班牙共产党、印度共产党、哥伦比亚革命武装力量           |
| 不支持任何一方，谴责苏联/华约四国及捷克双方，要求华约撤军      | 中國、 阿尔巴尼亚                                                                                  |
| 不支持任何一方，但未公开谴责任何一方，仅内部指责苏联和华约四国 | 越南、老挝人民党、高棉人民党、泰国共产党、缅甸共产党、菲律宾共产党、马来亚共产党、北加里曼丹共产党 |

不同于1956年匈牙利事件中各社会主义国家（南斯拉夫除外）和各国共产党坚决站在苏联一边，苏联及四个华约成员国的这次行动导致华约内部发生分裂。阿尔巴尼亚宣布退出该组织并与同苏联交恶的中华人民共和国一道一并谴责冲突双方，而罗马尼亚拒绝参加此次行动并与南斯拉夫一道谴责苏联及四个成员国的行动。
支持苏联及华约的其他社会主义国家仅有朝鲜、蒙古人民共和国和古巴三国，表示支持的其他共产党组织主要为西方各国共产党和印度共产党等。
以北越为首的东南亚各国共产党因其自身处于战争状态，在物质上出于争取来自苏联和华约各国军援的需要，未对其行动加以谴责，但因自中苏交恶起在意识形态上偏向中华人民共和国一边，亦不支持冲突双方任何一方，且在内部会议及文件中指责这一行动。

## 后续
1969年3月，捷克斯洛伐克冰球队在当年的世界冰球锦标赛中击败苏联隊，引发全国约50万球迷上街庆祝并引发骚乱。4月，杜布切克被撤职。
1992年，杜布切克在回憶錄提到當年蘇聯入侵：「我的問題在於，我沒有一顆能夠預知蘇聯入侵的水晶球。事實上，在1月到8月20日之間，我從不相信會發生這種事。」